# Pola (bronzová socha)
Pola, polsky nazývaná také Dziewczynka karmiąca gołębie nebo česky také Dívenka krmící holuby, je malá bronzová plastika na náměstí Rynek v polském Głogówě (Hlohov).

## Historie a popis
Plastika Pola zobrazuje malou oblečenou dívku jménem Pola, která sedí na schodech radnice a krmí 3 holuby. Jeden holub ji sedí na pravém koleni. Má výšku cca 1 m a hmotnost 60 kg. Dílo vytvořené v životní velikosti je součástí emotivního cyklu Dzieci Głogowskie (Głogowské děti), který vytvořil polský sochař Maciej Cendlak. Stalo se tedy prvním dílem ze skupiny několika soch připomínajících historickou smutnou událost obležení Hlohova, tj. děti, jež byly zavražděny během obrany města v roce 1109. Byla postavena v roce 2011.

## Další informace
Dílo je celoročně volně přístupné.[nenalezeno v uvedeném zdroji]

## Galerie

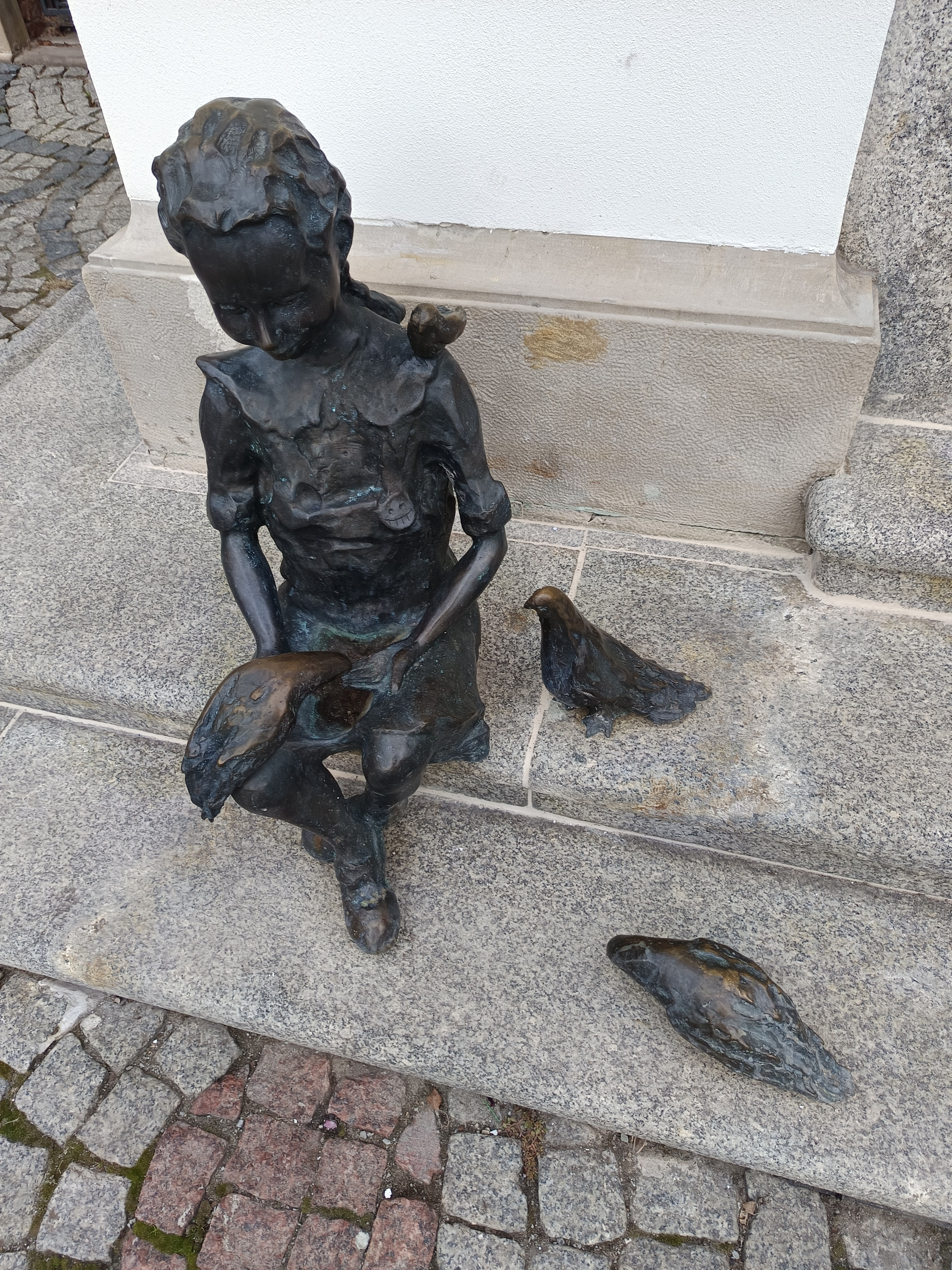
Umístění díla na schodech